# Кубок Албанії з футболу 2020—2021
Кубок Албанії з футболу 2020–2021 — 69-й розіграш кубкового футбольного турніру в Албанії. Титул всьоме здобула Влазнія.

## Календар
| Раунд       | Дата                 | Матчі | Клуби   |
| ----------- | -------------------- | ----- | ------- |
| 1/16 фіналу | 1 листопада 2020     | 16    | 32 → 16 |
| 1/8 фіналу  | 12-14 листопада 2020 | 8     | 16 → 8  |
| 1/4 фіналу  | 17 березня 2021      | 4     | 8 → 4   |
| 1/2 фіналу  | 14 квітня 2021       | 2     | 4 → 2   |
| Фінал       | 31 травня 2021       | 1     | 2 → 1   |

## 1/16 фіналу
| Команда 1        | Рахунок      | Команда 2           |
| ---------------- | ------------ | ------------------- |
| 1 листопада 2020 |              |                     |
| Тирана           | 4:1          | Шкумбіні (3)        |
| Лачі             | 3:0          | Вора (2)            |
| Теута            | 4:0          | Тарбуні Пука (3)    |
| Бюліс (Балш)     | 2:1          | Велечіку (2)        |
| Фламуртарі (2)   | 1:2          | Динамо (Тирана) (2) |
| Кастріоті        | 2:1          | Буррель (2)         |
| Беселіджа (2)    | 1:1 пен. 3:4 | Егнатія (2)         |
| Корабі           | 2:0          | Ерзені (2)          |
| Кукесі           | 5:0          | Малікі (3)          |
| Скендербеу       | 1:0          | Томорі (Берат) (2)  |
| Партизані        | 5:0          | Ілірія (3)          |
| Влазнія          | 7:0          | Деволлі (3)         |
| Люфтерарі (2)    | 0:3          | Ельбасані (2)       |
| Аполонія         | 4:1          | Турбіна (2)         |
| Поградеці (2)    | 9:1          | Оріку (2)           |
| Люшня (2)        | 0:1 дч       | Беса (2)            |

## 1/8 фіналу
| Команда 1         | Рахунок | Команда 2           |
| ----------------- | ------- | ------------------- |
| 12 листопада 2020 |         |                     |
| Тирана            | 0:1 дч  | Корабі              |
| Теута             | 5:0     | Кастріоті           |
| Бюліс (Балш)      | 1:2 дч  | Динамо (Тирана) (2) |
| Кукесі            | 2:1     | Беса (2)            |
| Скендербеу        | 3:0     | Поградеці (2)       |
| Партизані         | 1:0     | Аполонія            |
| 13 листопада 2020 |         |                     |
| Влазнія           | 8:0     | Ельбасані (2)       |
| 14 листопада 2020 |         |                     |
| Лачі              | 3:1 дч  | Егнатія (2)         |

## 1/4 фіналу
| Команда 1           | Рахунок      | Команда 2  |
| ------------------- | ------------ | ---------- |
| 17 березня 2021     |              |            |
| Теута               | 1:0          | Кукесі     |
| Динамо (Тирана) (2) | 1:3          | Скендербеу |
| Влазнія             | 1:0          | Корабі     |
| Лачі                | 0:0 пен. 4:3 | Партизані  |

## 1/2 фіналу
| Команда 1      | Рахунок | Команда 2  |
| -------------- | ------- | ---------- |
| 14 квітня 2021 |         |            |
| Теута          | 0:2     | Скендербеу |
| Влазнія        | 1:0     | Лачі       |

## Фінал
| 31 травня 2021 20:00 (UTC+2) |

| Скендербеу | 0:1      | Влазнія      |
| ---------- | -------- | ------------ |
|            | Протокол | да Сілва 39' |

| Ейр Албанія, Тирана Глядачів: 1 000 Арбітр: Юджин Джая |